# České dráhy
České dráhy a.s. (Nederlands: Tsjechische Spoorwegen, afkorting: ČD) is het belangrijkste spoorwegbedrijf van Tsjechië en de grootste werkgever van het land. Het staatsbedrijf ontstond na de splitsing van Tsjechië en Slowakije in 1993. De Československé státní dráhy (Tsjechoslowaakse Staatsspoorwegen) werden gesplitst in de ČD en de Železnice Slovenskej republiky (Spoorwegen van de Slowaakse Republiek). Sinds 1 januari 2003 is het bedrijf een naamloze vennootschap.
Sinds het jaar 2005 bezit het bedrijf hogesnelheidstreinen van het type Pendolino. Deze worden ingezet op de zogeheten SuperCity-diensten die vooral tussen Praag, Pilsen en Ostrava rijden. Enkele ritten per dag rijden door naar Bohumín, Cheb en het Slowaakse Košice.